# Серадзское воеводство
Серадзское воеводство (лат. Palatinatus Siradiensis, пол. Województwo sieradzkie) — административно-территориальная единица Королевства Польского и Речи Посполитой. Существовало в 1339—1793 годах.
Было создано на основе земель Серадзского княжества. Входило в состав Великопольской провинции. Находилось на западе Речи Посполитой и юге Великой Польши. Центр воеводства — город Серадз. Сеймик воеводства собирался в городе Шадек.
Серадзское воеводство было представлено 5 сенаторами в Сенате Речи Посполитой (воевода серадзский, каштеляны серадзский, розпшинский, спыцимежский и конарский). Воеводство состояло из шести поветов. В 1791 году площадь воеводства составляла 11 689,53 км². По переписи 1790 года население воеводства — 286 875 чел.
В 1793 году по Второму разделу Речи Посполитой Серадзское воеводство было ликвидировано и аннексировано Прусским королевством. Территория воеводства вошла в состав прусской провинции Южная Пруссия.

## Административное деление
- Велюньский повет — Велюнь
- Остшешувский повет — Остшешув
- Пётркувский повет — Пётркув-Трыбунальски
- Радомщанский повет — Радомско
- Серадзкий повет — Серадз
- Шадекский повет — Шадек